# Gießener Wingolf

Chargierter des Gießener Wingolf 1861

Kneipe auf dem Haus um 1900

Der Gießener Wingolf ist eine christliche, überkonfessionelle Studentenverbindung. Der Gießener Wingolf wurde nach verschiedenen Vorstufen am 15. August 1852 an der damaligen hessischen Landesuniversität in Gießen, der Ludoviciana, gegründet und ist damit die älteste nichtschlagende Korporation in Gießen und im damaligen Großherzogtum Hessen. Heute ist er nach dem Marburger Wingolf die älteste nicht schlagende Verbindung im Bundesland Hessen. Er ist Gründungsmitglied der Diezer Konvention innerhalb Wingolfsbundes und war seit 1854 achtmal präsidierender Vorort (Verbindung) des Wingolfsbundes. Seit der Vorstandsreform des Wingolfsbundes im Jahr 2023 stellt der Gießener Wingolf eine Bundescharge des Wingolfsbundes in der Amtsperiode 2023/2024.
Eine größere Zahl an Theologen innerhalb der Evangelischen Kirche in Hessen gehörte dem Gießener Wingolf an. Zu den Mitgliedern der Verbindung gehören der Chemiker Jacob Volhard und Theologen wie Ferdinand Kattenbusch und der als „Prediger von Buchenwald“ bekannt gewordene Pfarrer Paul Schneider. Der Kaufmann-Will-Kreis ist durch einige seiner Mitglieder mit dem Gießener Wingolf verbunden.

## Geschichte

### Vorgeschichte

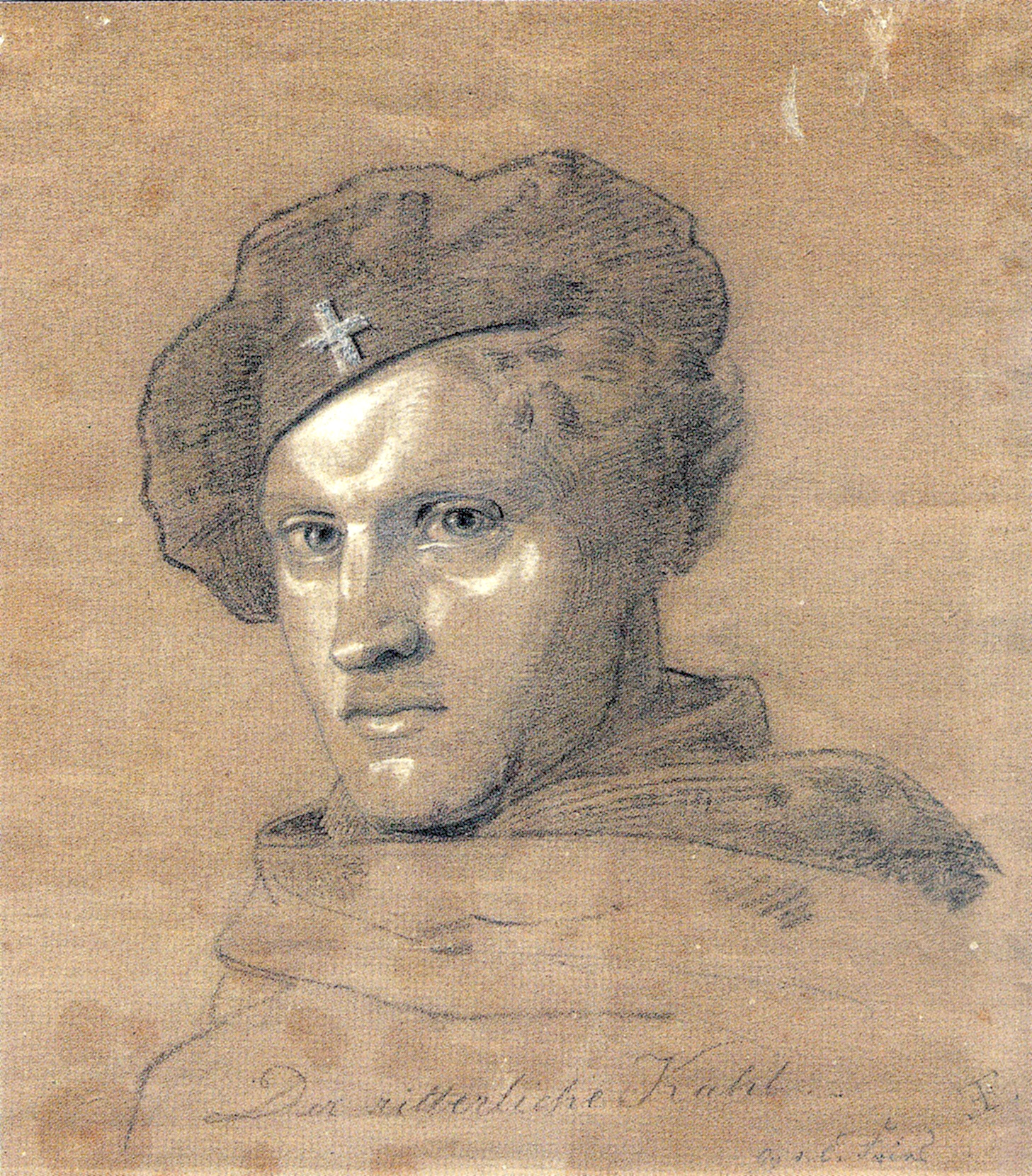
„Gießener Schwarzer“ um 1819

Am Ende der Napoleonischen Befreiungskriege 1815 verstärkte sich nach knapp 25 Jahren politischer und wirtschaftlicher Instabilität in Mitteleuropa die Hinwendung zu religiösen Fragen. Diese orientierte sich weniger an der rationalen Theologie im Zuge der Aufklärung als vielmehr an einer neuen verinnerlichten, pietistischen Strömung. Gleichzeitig ist in den studentischen Vereinigungen ein deutliches religiöses Moment festzustellen; so trugen 1814 die Mitglieder der „Teutschen Lesegesellschaft“ in Gießen (Vorläufer der Gießener Schwarzen) als Zeichen ihres christlichen Prinzips ein Kreuz am schwarzen Barett, sie verfochten neben dem National-Vaterländischen eine strenge christliche Sittlichkeit und Keuschheit. Das erste Wartburgfest 1817 (anlässlich des 300. Jahrestages von Luthers Thesenanschlag) erlebte nicht nur die Verbrennung der „alten Zöpfe“, sondern als viel zentralere Veranstaltung die gemeinsame Feier des Abendmahles. Es existierte also in den frühen burschenschaftlichen Bestrebungen bereits ein deutlicher protestantischer Akzent. Doch im Zuge der politischen Radikalisierung und Konflikte nach den Karlsbader Beschlüssen 1819 und dem Hambacher Fest 1832 wurden die christlichen Beweggründe zunehmend vom Politischen, Nationalen und Duellwesen innerhalb der Studentenschaft zurückgedrängt.
Den politischen Bestrebungen entgegengesetzt verbreitete sich in der Studentenschaft die Strömung des damals sogenannten „neuerwachten Glaubensleben“ oder auch Neupietismus. Sie war typischerweise keine kirchliche Bewegung, sondern entwickelte sich in den 1830er Jahren in kleineren, bürgerlichen Zirkeln und „Erbauungskränzchen“. Die einflussreichsten Theologen dieser Richtung der Erweckungstheologie waren beispielsweise August Neander und August Tholuck. Die Zentren dieser Bewegung an den Universitäten waren zunächst Berlin, Halle, Erlangen und Bonn. An der hessischen Landesuniversität in Gießen waren hingegen fast ausschließlich Dozenten des theologischen Rationalismus vertreten; Studenten mit erweckungstheologischem Hintergrund aus Hessen-Darmstadt nahmen ihr Studium bis in die 1830er Jahre an anderen Universitäten auf. So finden sich aus Gießen stammende Studenten als Mitglieder der frühen CStV Uttenruthia Erlangen 1839, des Erbauungskränzchens in Jena 1841 und des ersten Berliner Wingolfsvereins 1841.

### Rosenbund 1841 und Allemannia 1844

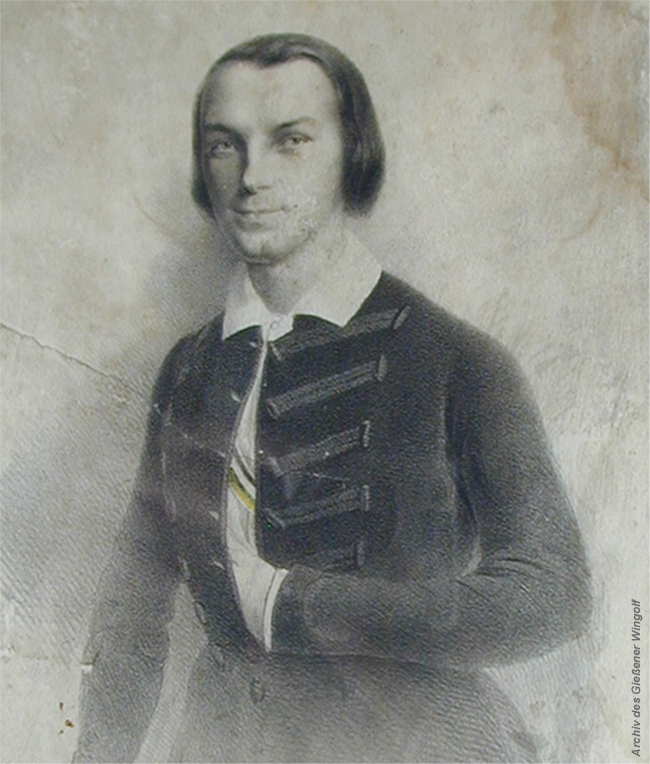
Gießener Wingolfit in altdeutscher Tracht, 1852

Um Prinzessin Elisabeth von Preußen bildete sich nach ihrer Hochzeit mit Karl Wilhelm Ludwig von Hessen 1836 am Hof und der Hofkirche in der Residenzstadt Darmstadt ein von Berlin beeinflusstes Sammelbecken des „neuerwachten Glaubenslebens“. In diesem Darmstädter Umfeld wuchs auch Gustav Baur (1816–1889) auf, der 1841 als Privatdozent und 1847 als Professor für Theologie in Gießen lehrte. Sein jüngerer Bruder Wilhelm Baur (1826–1897) gründete ab 1840/41 einen christlich-literarischen Kreis am Gymnasium in Darmstadt, dessen „Bundesbrüder“ besonders die Autoren des Göttinger Hainbundes und Klopstock verehrten. Mit dieser literarischen Prägung, der erweckungstheologischen Absicht und dem Willen zur jugendlichen Verbrüderung hatte dieser Kreis, der sogenannte „Rosenbund“, Anteil an den geistigen Wurzeln der späteren Wingolfsverbindungen. Die Mitglieder des Rosenbundes bezogen ab 1843 die Landesuniversität in Gießen. Hier trafen sie jedoch ausschließlich auf Corps, ohne dass ein christliches Moment vertreten wäre. So gründeten sie 1844 die burschenschaftliche Reformverbindung Allemannia, die das Duell ablehnte und auf einem christlichen Fundament stand. Die Allemannia entwickelte sich zu einem Sammelbecken all jener, die das bisherige Verbindungsleben im Zuge des „Progreß“ ablehnten. Diese Allemannia nahm noch im selben Jahr Kontakt zum Bonner Wingolf auf und bat um ein Treffen, „um sich vom Corpsunwesen loszusagen“. Dies bedeutete: Ablehnung von Duell, Mensur und exzessiven Trinksitten, stattdessen Streben nach christlicher Lebensführung. Zu weiteren Kontakten kam es jedoch nicht, da sich die Allemannia in drei Verbindungen aufspaltete, darunter die besonders von Theologen dominierte Cattia von 1845. Die Cattia löste sich auf Grund politischer Differenzen nach der Revolution im März 1850 auf; ein Mitglied trat später dem Gießener Wingolf als geistiger Nachfolgeverbindung bei.

### Gründung 1852

Burg Gleiberg

Auch nach 1848 behielt Gustav Baur seinen theologischen Kreis bei. Ein weiterer Bruder von ihm, Hermann Baur, bezog 1851 die Gießener Universität und es formierte sich aus diesem Kreis ein wingolfitischer Verein. Zentrale Personen waren der vom Marburger Gymnasium (unter August Vilmar) kommende Otto Zöckler sowie zwei Mitglieder des sogenannten „Nassauer Hofs“ (Vorläuferkreis der 1851 gegründeten Gießener Burschenschaft Germania) Otto Schlapp und Friedrich Meyer. Gefördert und unterstützt wurde dieser noch lose Verein durch den Rektor der Universität Friedrich Gotthilf Osann. Der Verein nahm Kontakte zu den Wingolfen in Halle und Marburg auf. Nach dem Besuch des Wartburgfestes des Wingolfs 1852 in Eisenach und dem Stiftungsfest des Hallenser Wingolf, bei dem die Mitgereisten durch die Rede Tholucks begeistert wurden, beschlossen die 14 Mitglieder des Vereins die Gründung eines Wingolf. Am 1. August 1852 wurde die Statuten verabschiedet und die Stiftung am 15. August in der Gaststätte „Zur Spießpforte“ auf der bei Gießen gelegenen Burg Gleiberg vollzogen, die seit etwa 1860 den Namen „Zum Schwarzen Walfisch“ trägt. Das 1852 festgelegte und bis heute gültige Prinzip ist von seinem Wesen her überkonfessionell angelegt, wie die gesamte damalige Erweckungsbewegung nicht konfessionell gebunden war. Das Prinzip lautet:
„Der Wingolf ist eine Studentenverbindung, die es sich zur Aufgabe macht, den Glauben an Christum, welcher die ganze Menschheit erfüllen soll, zu dem Grunde zu machen, durch welchen sie sowohl das wissenschaftliche Treiben als auch das persönliche Leben allseitig läutern und durchdringen will.“
Im Gegensatz zu anderen Verbindungen (auch Wingolfsverbindungen) legten die Gießener Statuten die Führung der Verbindung in die Hände von zwei Präsides (Erster (x) und Zweiter (xx) Präses), die alle sechs Wochen neu gewählt wurden. Die Bezeichnungen Senior und Kneipwart wurden explizit vermieden.

### Die ersten Jahre bis 1870

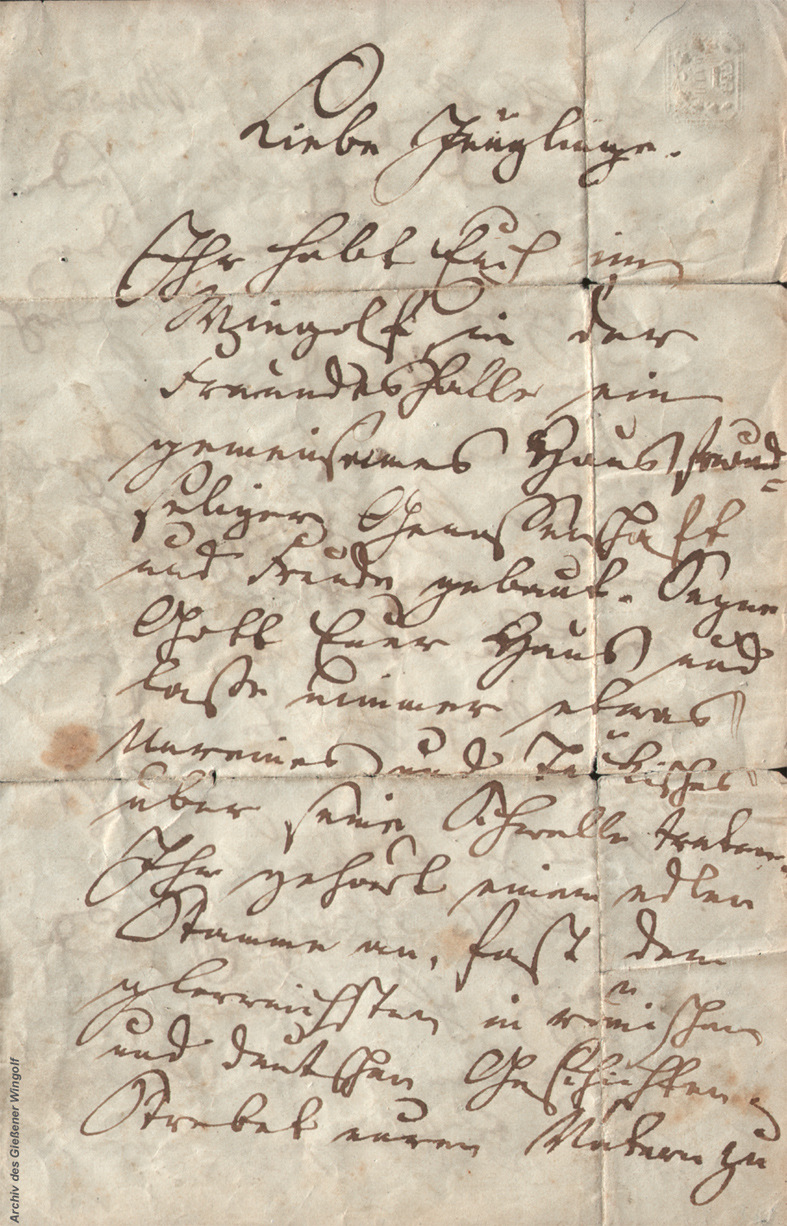
Brief Ernst Moritz Arndts vom 2. Januar 1860 an den Gießener Wingolf

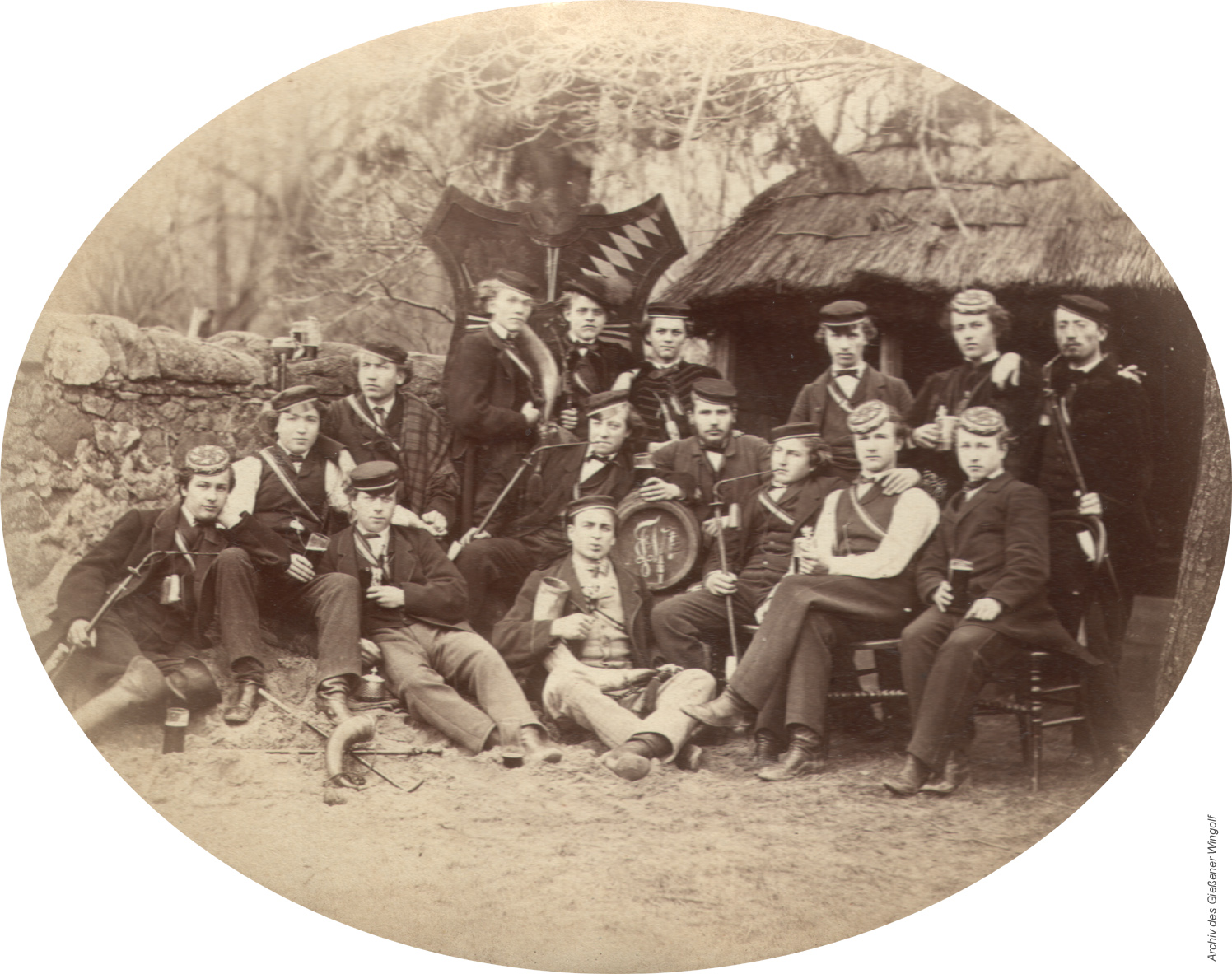
Exbummel der Aktivitas 1863

Die Verbindung bekam rasch großen Zulauf, so dass im Herbst 1853 als dritte Charge die des Fuchsmajor eingeführt wurde. Dieser wird daher bis heute im Unterschied zu anderen Wingolfsverbindungen als xxx bezeichnet. Regelmäßige Treffen mit dem Bonner Wingolf wurden im siegerländischen Burbach, mit dem Marburger Wingolf auf der Burg Staufenberg (Staufenberger Konvention) abgehalten. Selbst August Tholuck besuchte 1854 eine Kneipe in Gießen, um die Kontakte nach Halle zu vertiefen. Bei den Besuchen der Aktivitas in Bonn wurden die Vorlesungen des emeritierten Ernst Moritz Arndt gehört, mit dem der Gießener Wingolf in Korrespondenz trat. Arndt sah den Wingolf als Bundesgenossen „gegen die alten Erbübel deutscher Universitäten“ (Duelle und Trinkgelage). Bereits 1854 leitete Gießen den Kommers des Wartburgfestes des Wingolfs, 1858 wurde der Verbindung die Präsidentschaft des Wartburgfestes übertragen. Im selben Jahr konstituierte sich eine erste Altherrenorganisation, die als „Philisterausschuß“ bis zur Gründung des eigentlichen Philistervereins 1871 bestand und als erste Altherrenorganisation im Wingolfsbund gilt.
Heftige Auseinandersetzungen in der Verbindung führten 1860/61 zu einer Krise, die aber schnell beigelegt werden konnte. Als Gegengewicht zum Gießener Senioren-Convent gründete der Gießener Wingolf im Wintersemester 1861/62 zusammen mit den Gießener Burschenschaften Alemannia und Germania den Gießener Präsiden-Convent (PC), der sich nach zwei Jahren aufgrund inhaltlicher Differenzen wieder auflöste.
Der Wingolfsbund wurde durch die politischen Verwerfungen nach dem Deutschen Krieg 1866 stark getroffen, da Bundesbrüder gegeneinander kämpften und die Annexionen Preußens zu Konflikten führten. 1867 übernahm Gießen den Vorsitz des Bundes und versuchte mit dem Entwurf einer gänzlich neuen Verfassung für den Wingolfsbund einen geeigneten Ausgleich zwischen Einzelverbindung und Wingolfsbund zu finden. Dieser Gießener Entwurf wurde 1869 angenommen und gilt bis heute in ihren Grundzügen als vorbildlich und richtungsweisend für den Wingolfsbund.

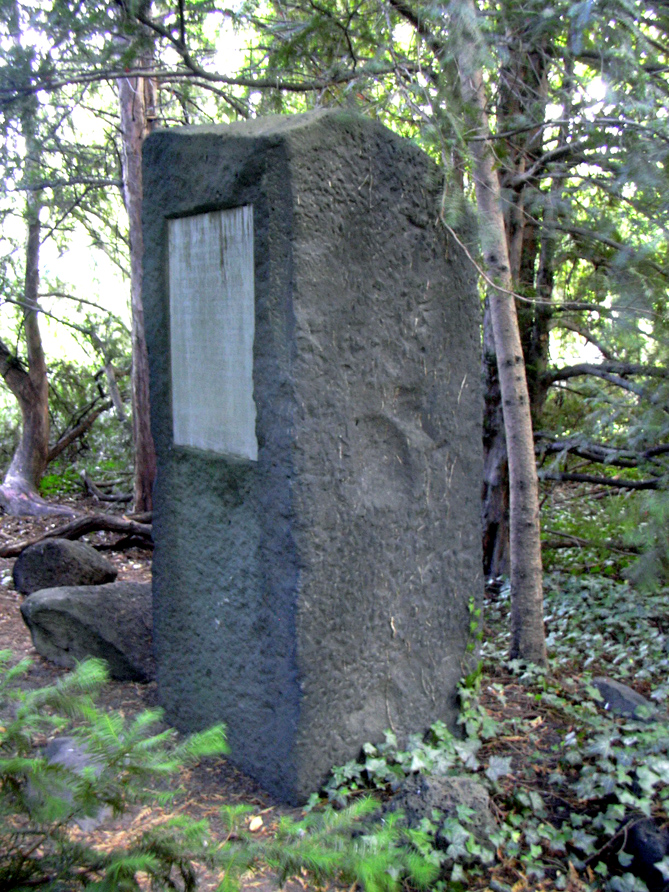
Gedenkstein im alten Botanischen Garten der Universität Gießen

Etliche Mitglieder mussten am Deutsch-Französischen Krieg 1870/71 als Kombattanten, Feldgeistliche oder Lazarettärzte teilnehmen. Von den drei gefallenen Angehörigen der Gießener Ludwigs-Universität, zu deren Gedenken im Botanischen Garten ein Monolith errichtet wurde, gehörten zwei dem Gießener Wingolf an.

### Kaiserreich

Fuxia des Gießener Wingolf 1896

Nach der Gründung des Kaiserreiches wurde die Altherrenschaft 1871 in einem in Frankfurt am Main stattfindenden sogenannten „Frankfurter Philistertag“ zusammengeführt, der zunächst zweijährlich und ab 1890 jährlich stattfand. Durch die seither im Wingolfsbund erscheinenden „Wingolfsblätter“ konnte der Kontakt deutschlandweit intensiviert werden. Der Gießener Wingolf schloss sich gemeinsam mit dem Bonner und Marburger Wingolf 1873 zu einer Konvention (Kartell) zusammen; regelmäßige Treffen fanden seither regelmäßig zunächst in Limburg an der Lahn, ab 1890 in Diez als Diezer Konvention statt. Innerhalb des Wingolfsbundes kam es zu prinzipiellen Streitfragen über die Auslegung des christlichen Prinzips und zur Ablehnung des Duells auch bei Mitgliedern, denen der damalige Ehrenkodex als Offiziere die Satisfaktion mit der Waffe und damit das Duell auferlegte. Ein Streit zwischen dem Leipziger Wingolf und dem Hallenser Wingolf führte zur Auflösung des Wingolfsbundes. In dieser Zeit übernahm der Gießener Wingolf kommissarisch den Vorsitz des Bundes, organisierte das „Wartburgfest ohne Wingolfsbund“ 1878 und legte die Grundlage zur Wiedergründung zwei Jahre später.

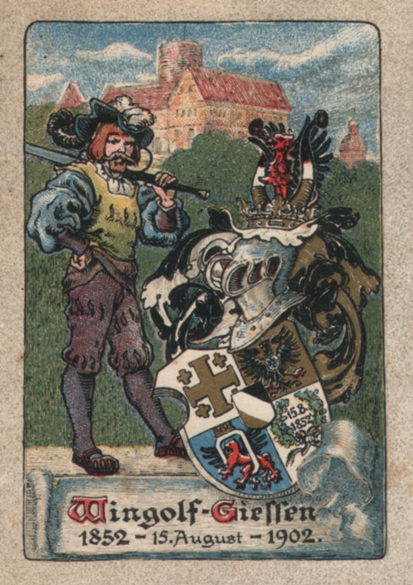
Couleurkarte zum 50. Stiftungsfest

Oft wechselnde Kneiplokale und eine größer werdende Aktivitas führten zum Wunsch nach einem eigenen Haus. Anlässlich des 40. Stiftungsfestes 1892 wurde der Bau beschlossen, im folgenden Jahr der „Hessische Wingolfsverband e. V.“ als Bauträger gegründet und Anleihen bei den Mitgliedern erworben. Die Grundsteinlegung erfolgte am 27. Juli 1893, nur ein Jahr später konnte das durch das Architekturbüro Stein & Meyer errichtete Wingolfshaus in der neu erschlossenen Wilhelmstraße eingeweiht werden. Damit besaß der Gießener Wingolf nach dem Corps Hassia und dem Corps Teutonia Gießen das dritte Verbindungshaus in Gießen.
Bereits zuvor wurde die Geschichte des Wingolfsbundes durch den Gießener Theologen und Historiker Hans Waitz erforscht und die Gründung eines Bundesarchives für die umfangreichen Akten des Wingolfsbundes angemahnt. Dieses wurde in den 1890er-Jahren im Gießener Wingolfshaus eingerichtet und ermöglichte Waitz die Publikation der „Geschichte des Wingolfsbundes“ (1896, 1904 und 1926) und die „Geschichte der Wingolfsverbindungen“ (1913). Zusammen mit den heraldischen Publikationen von Hermann Knodt gilt daher der Gießener Wingolf als Zentrum der Erforschung der Wingolfsgeschichte.

### Weimarer Republik
Nach Ende des Ersten Weltkrieges kam es im Zuge der politischen Instabilitäten und der erschwerten Studienbedingungen zu einer Politisierung der Studentenschaft. Im Gießener Wingolf fand 1919 bis 1921 eine christlich-soziale Strömung Zulauf. Obwohl die Verbindung eine politische Positionierung oder ein nationales Prinzip wie bei den Burschenschaften in seiner Geschichte stets abgelehnt hatte, da sie mit dem höheren christlichen Prinzip nicht vereinbar seien, beschloss der Convent 1921 unter Protest etlicher älterer Mitglieder: „Der Wingolf verlangt von seinen Mitgliedern nationale Gesinnung und erzieht sie im vaterländischen Geist“. Dieser Weg bestimmte in großen Teilen die Entwicklung der Verbindung in der Weimarer Republik. Aus dem Deutschen Hochschulring trat der Wingolf 1922 zusammen mit anderen Gießener Korporationen aufgrund dessen Protest auf die Schließung der Ludwigs-Universität infolge der Ermordung Walther Rathenaus aus. Im Jahr 1924 erschienen erstmals die noch heute publizierten „Mitteilungen aus dem Gießener Wingolf“. Um die Folgen der Wirtschaftskrise für sozial schwächere Studenten zu mildern und ihnen eine Mitgliedschaft im Wingolf zu ermöglichen, wurde 1929 ein eigener Unterstützungsfonds, die „Patenschaftskasse“, eingerichtet.

### Zeit des Nationalsozialismus
Die nationalsozialistische Machtübernahme führte im Gießener Wingolf zu einem mehrfachen Spannungsfeld. Der Verband Alter Wingolfiten (VAW) setzte auf Druck der neuen Machthaber jeweils unter großem Bedenken das Führerprinzip (mit dem bisherigen VAW-Generalsekretär Robert Rodenhauser als Wingolfsführer) und einen Arierparagraphen durch, dessen Durchführung der Gießener Philisterverein nach eigener Darstellung ablehnte, aber auf Grund der zentralistischen Führung des VAW nicht verhindern konnte. Dadurch kam es zum Ausschluss und Austritt einiger Philister aus dem Gießener Wingolf. Die aktive Verbindung wurde durch einen Konflikt zwischen Gegnern und Befürwortern der Diktatur geprägt, wodurch es zu Austritten auf beiden Seiten kam. Der damalige Fuchsmajor Karl Zeiß versuchte als Angehöriger der Bekennenden Kirche die Mitglieder gegen politische Einflüsse zu wappnen und organisierte einen Kreis von Studenten, die an den illegalen Predigerseminaren der BK in Frankfurt am Main teilnahmen; diese standen unter der Androhung der Nichtanerkennung des theologischen Examens. Andere vom Nationalsozialismus überzeugte Gießener Wingolfiten kämpften gegen die politisch oppositionell gesinnten Bundesbrüder. Als eine durch evangelische Theologen geprägte Verbindung litt der Gießener Wingolf unter dem Kirchenkampf zwischen Bekennender Kirche und Deutschen Christen. Dies und die Verweigerung der geforderten Zwangseingliederung in den Nationalsozialistischen Deutschen Studentenbund führte zur Vertagung des Gießener Wingolf am 31. Oktober 1935. Anders als in anderen Wingolfsverbindungen kam es damit in Gießen nicht zu einer kurzzeitigen Umwandlung in einen christlichen Arbeitskreis ohne korporative Form.

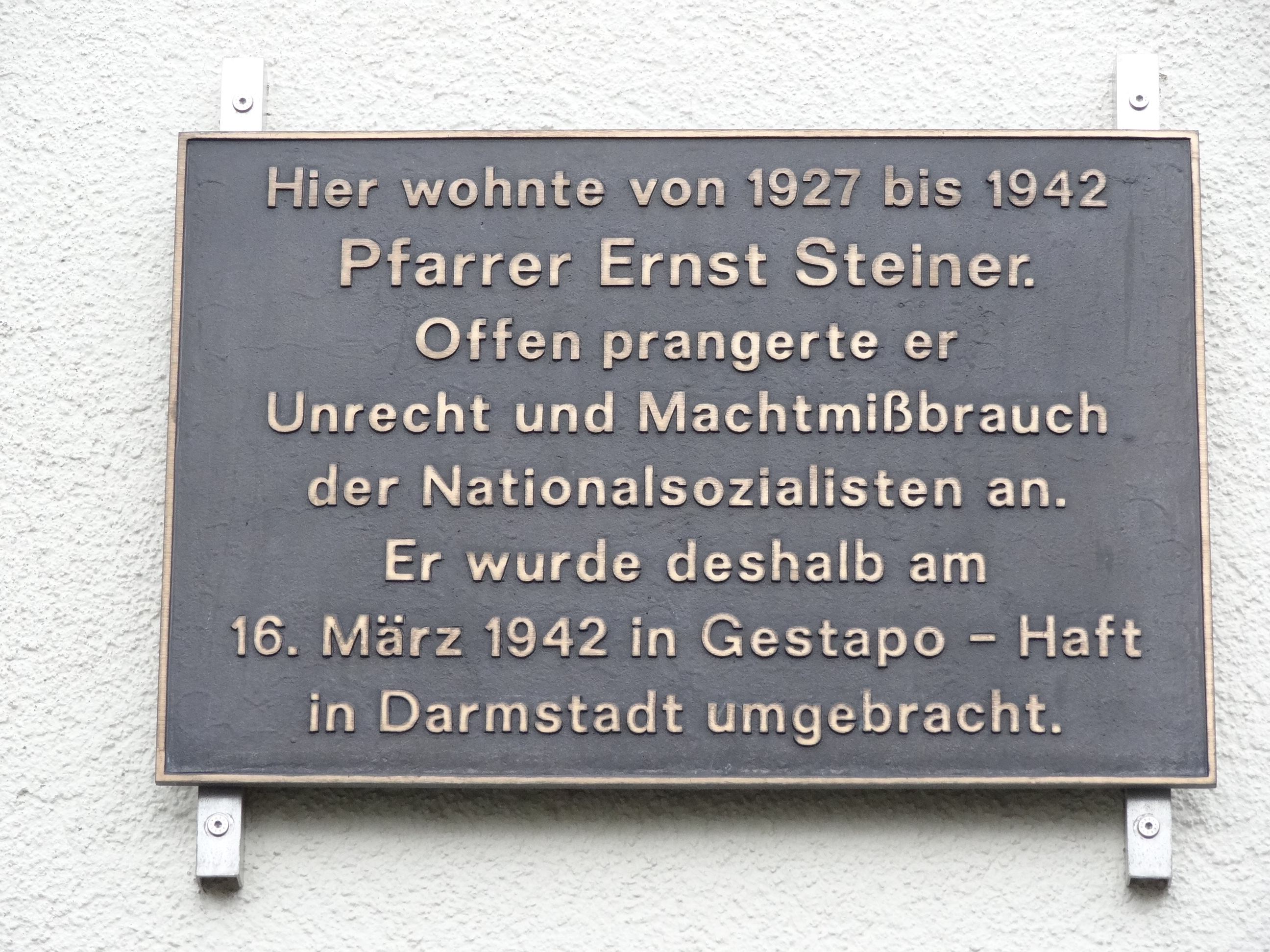
Gedenktafel für Ernst Steiner in Hausen bei Gießen

Der Philisterverein bestand zunächst weiter, da ein Liquidationsverfahren dadurch erschwert wurde, dass er Eigentümer des Hauses war. Nach dem Verbot der Studentenverbindungen und der Auflösung des Wingolfsbundes am 24. Februar 1936 wurde das Gießener Wingolfshaus zum zentralen Bundesarchiv aller aufgelösten Wingolfsverbindungen, weswegen der Bundesarchivar des Wingolfs Otto Imgart mit seiner Ehefrau Dagmar Imgart auf das Haus zog. Nach langen Verhandlungen um das Haus und das Archiv wurde der Philisterverein am 2. Februar 1939 aufgelöst. Das wingolfitische Leben in Gießen beschränkte sich fortan auf informelle Philistertreffen, die auf dem Wingolfshaus stattfanden; die „Mitteilungen aus dem Gießener Wingolf“ erschienen unter dem Tarnnamen „Gleiberg 1852“ bis 1943.
Um den Orientalisten Alfred Kaufmann und weitere Wingolfiten wie die Pfarrer Ernst Steiner und Adolph Kalbhenn entstand ab 1940 der so genannte Kaufmann-Will-Kreis, eine bürgerliche Gruppe mit widerständigem Verhalten gegenüber der nationalsozialistischen Diktatur in Gießen in Form systematischen Hörens von ausländischen Rundfunksendern, oppositionellen Diskussionen und Boykott von NS-Sammlungen. Den lose organisierten Treffen drängte sich Dagmar Imgart, die Ehefrau des Bundesarchivars, auf, die als überzeugte Anhängerin des Nationalsozialismus für die Geheime Staatspolizei spitzelte und als agent provocateur die Verhaftung der Teilnehmer am 6. und 7. Februar 1942 ermöglichte. In der Folge wurden Alfred Kaufmann und Heinrich Will zum Tode verurteilt, Ernst Steiner und weitere Teilnehmer von den Machthabern ermordet.

### Wiedergründung nach dem Zweiten Weltkrieg

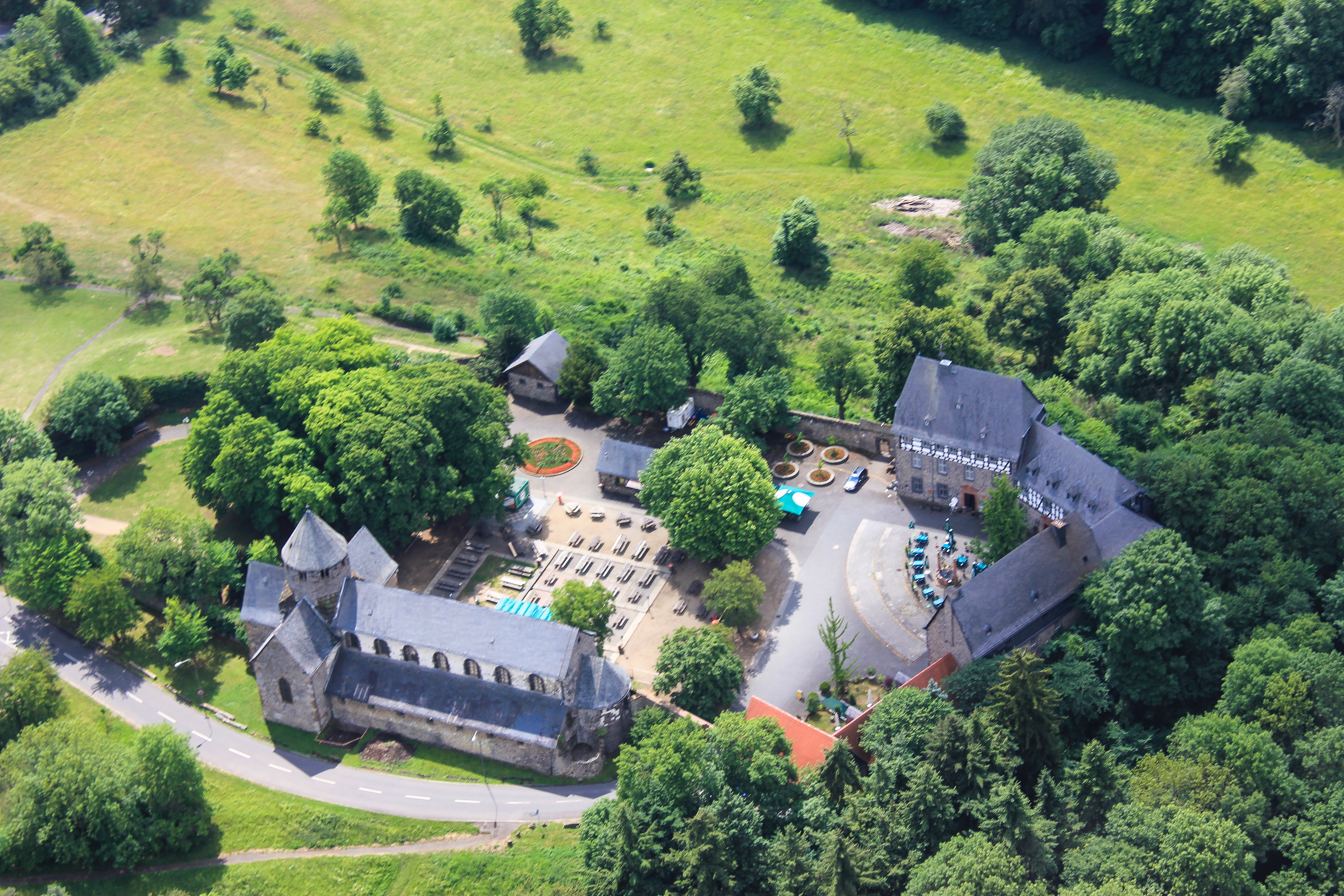
Kloster Schiffenberg, Ort der Wiedergründung 1948

Nach dem Zweiten Weltkrieg verboten die Besatzungsmächte alle bis dahin bestehenden deutschen Vereinigungen, darunter die Studentenverbindungen. Eine mögliche Wiedergründung des Gießener Wingolfs wurde neben der Zerrissenheit innerhalb der Philisterschaft aufgrund der NS-Diktatur dadurch erschwert, dass die Hessische Ludwigs-Universität bedingt durch die großen Zerstörungen als einzige Universität Westdeutschlands aufgelöst wurde und lediglich eine „Justus-Liebig-Hochschule für Bodenkultur und Veterinärmedizin“ bestand. Die Rekonstitution des Philistervereins wurde am 12. September 1946 durch die Behörden der Militärregierung genehmigt. Das Wingolfshaus, das anders als andere Korporationshäuser in Gießen die Bombardements 1944 und 1945 nahezu unbeschadet überstand, wurde am 30. April 1947 von der Militärregierung beschlagnahmt, weswegen das Bundesarchiv des Wingolfs in einem leeren Getreidespeicher untergebracht werden musste. Im Folgenden wurde das Haus durch die Amerikaner renoviert und dort ein Jugendhaus errichtet (German Youth Activites, GYA). Am 95. Stiftungsfest der Verbindung Mitte August 1947 stellte der Philisterverein nach eigener Darstellung einstimmig sein Bedauern über die Durchführung der Rassegesetze nach 1933 und den dadurch bedingten Austritt einiger Wingolfiten fest und beschloss eine entsprechende Wiedereintrittsregel. Der Philistervorstand begann die Vorbereitungen zu einer Wiedergründung der aktiven Verbindung, unter anderem mit einer Flugblattaktion im Mai 1948 und zwei darauf folgenden Treffen mit interessierten Studenten. Die feierliche Wiedergründung fand am 4. Dezember 1948 mit acht Aktiven im bei Gießen gelegenen Kloster Schiffenberg statt.

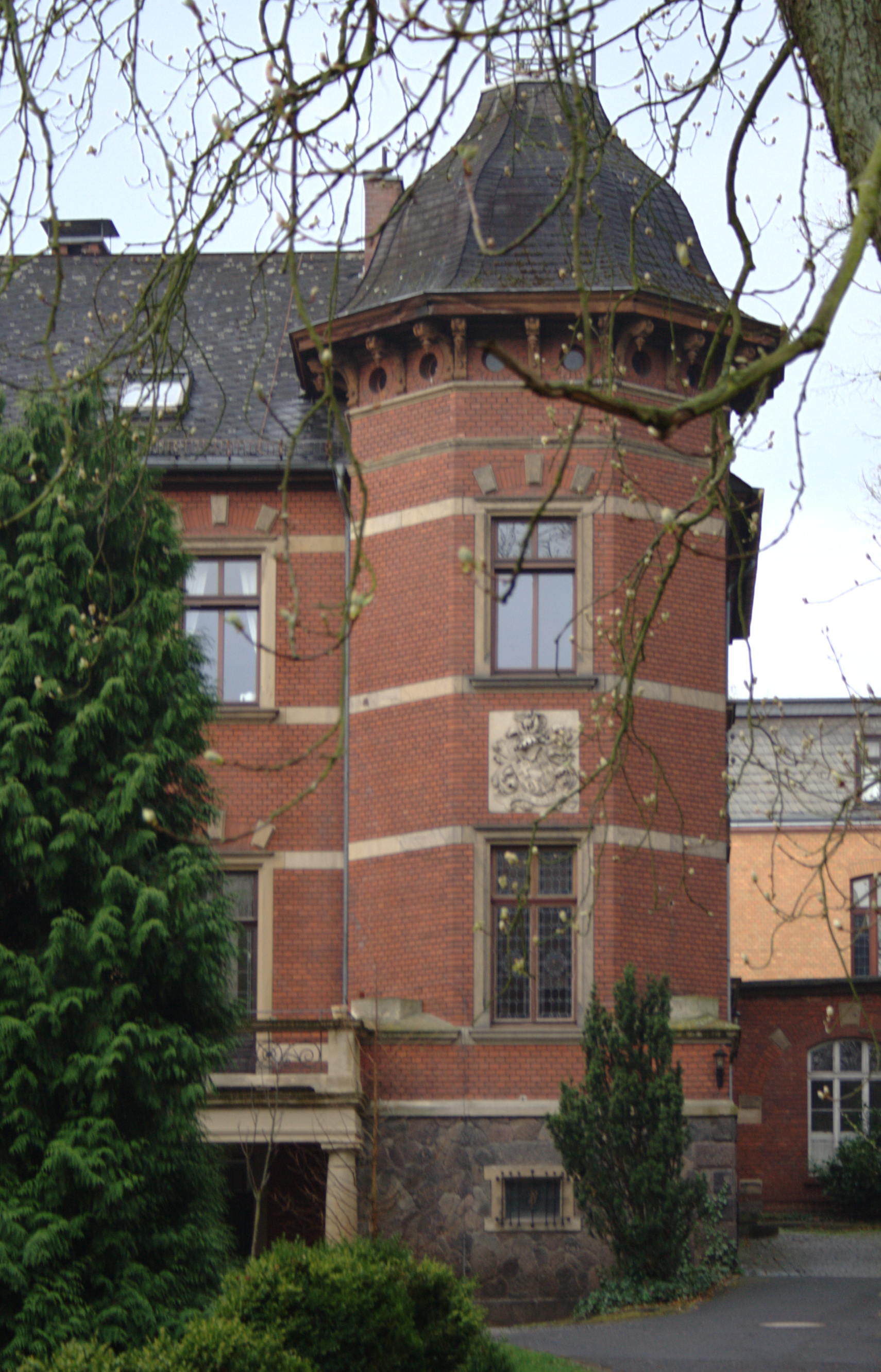
Wingolfshaus 2013

Trotz steigender Neumitgliederzahlen erwies es sich als schwierig, ein Verbindungsleben zu gestalten, da die Verbindung weder über ein eigenes Haus noch andere Räumlichkeiten verfügte. In Absprache mit der GYA konnte das Haus für Veranstaltungen genutzt werden; ab 1951 stand teilweise ein Kellerraum zur Verfügung. Im Februar 1952 wurde der Philisterverein als rechtmäßiger Eigentümer des Hauses anerkannt, musste es aber weiter an die GYA und nach deren Liquidation im Folgejahr an die Stadt Gießen vermieten, die es weiterhin als Jugendheim nutzte. Seit Oktober 1957 befindet sich das Haus wieder unter Kontrolle des Gießener Wingolfs, der es nach Renovierungsarbeiten am 9. November desselben Jahres bezog.

### Neuere Entwicklung
1990 gründeten der Bonner, Marburger und Gießener Wingolf die bereits von 1873 bis 1932 bestehende „Diezer Konvention“ neu, die sich als inhaltlicher Zusammenschluss sieht mit dem Ziel, die christlichen und korporativen Werte des Bundes zu erhalten. Ursachen waren die offene Infragestellung des Männerbundprinzips im Wingolf und die Aufnahme von ungetauften Mitgliedern in einigen Wingolfsverbindungen. 1991 traten der Kieler Wingolf und die Wingolfsverbindung Chattia zu Würzburg der Konvention bei, die sich seither jährlich an den wechselnden Hochschulorten trifft. Kurze Zeit später erreichten die Konventionsmitglieder, dass alle Wingolfsverbindungen von ihren Mitgliedern ein deutliches Bekenntnis zu Jesus Christus als ihrem Herrn verlangen. Die Verpflichtung der christlichen Taufe für alle Wingolfiten wurde von der Mehrheit der Verbindungen abgelehnt.
Mitte der 1990er Jahre kam es zu nationalistischen Tendenzen in der Wingolfsverbindung Ottonia Magdeburg und im Jenenser Wingolf, die den erheblichen Widerstand insbesondere des Gießener und des Freiburger Wingolf hervorriefen, die diese als unvereinbar mit dem Wingolfsgedanken ansahen und nicht mitzutragen bereit waren. Die Auseinandersetzungen drohten zeitweilig in einen neuen Prinzipienstreit zu münden und fanden 1997 unter der Vorortschaft Gießens mit dem Ausschluss der Ottonia Magdeburg ihr Ende, den der Wingolf mit Dreiviertelmehrheit beschloss.
Im Sommer 2002 feierte der Gießener Wingolf sein 150. Stiftungsfest mit einer Festrede des damaligen thüringischen Ministerpräsidenten Bernhard Vogel zum Thema „Akademiker – Kapital für die Zukunft“ in der Aula der Universität.  Zum 170. Stiftungsfest im Sommer 2022 präsentierte der Gießener Wingolf eine umfassende Chronik, die seine Geschichte von der Gründung über die Kaiserzeit bis zur NS-Zeit, der Nachkriegsära in Gießen und der jüngsten Vergangenheit aufarbeitet.

## Wingolfshaus

Glasmalerei auf dem Haus

Wingolfshaus 1895

Das Gießener Wingolfshaus liegt in der Wilhelmstraße 40 im oberen Universitätsviertel und dient der Verbindung als Korporationshaus sowie als Studentenwohnheim mit elf vermietbaren Zimmern. Das denkmalgeschützte Gebäude wurde nach Plänen des Architekturbüros Stein & Meyer erbaut und am 18. Juli 1894 als eines der ersten Häuser in diesem Viertel eingeweiht. Nach der Auflösung des Gießener Wingolfs 1935 wurde in der Kneipetage das Bundesarchiv des Wingolfsbundes eingerichtet; erst 1943 beschlagnahmte die Heeresverwaltung einen Teil des Hauses und errichtete dort einen Kindergarten der Nationalsozialistischen Volkswohlfahrt (NSV). Anders als andere Korporationshäuser in Gießen wurde das Wingolfshaus durch den Luftangriff vom 6. Dezember 1944 nur durch Bomben in der unmittelbaren Nähe in Mitleidenschaft gezogen, in der Folgezeit jedoch mehrfach geplündert. Aufgrund der flächendeckenden Zerstörung der Innenstadt waren fortan städtische Institutionen – ein Standesamt und eine Frauenarbeitsschule – auf dem Haus untergebracht. Am 30. April 1947 wurde das gesamte Haus durch die amerikanische Militärregierung beschlagnahmt, im Anschluss renoviert und als Jugendheim (German Youth Activities, GYA) genutzt. Seit 1957 befindet sich das Gebäude wieder im Besitz des Gießener Wingolfs.
Das Wingolfshaus liegt in leichter Anhöhung etwa 50 Meter von der Wilhelmstraße entfernt und wird zu dieser von einer zum Grundstück gehörenden Parkanlage getrennt. Es vereint renaissancehafte Stilelemente des späten Historismus und wird durch den linksseitigen Risalit, die Säulenhalle mit toskanischer Ordnung und den gedrungenen, oktogonalen Turm mit welscher Haube bestimmt. Als einheitsstiftendes Merkmal gilt die Dreifarbigkeit bestehend aus hellem Sandstein, warmen rötlichen Braun der Klinker und dem erdverbundenen Grau des Sockels. Am Turm befindet sich eine quadratische Wappentafel, auf der das Wappen des Gießener Wingolfs abgebildet ist. Hinter der Villa in gleichem Material erbaut befindet sich ein U-förmiger Nebenraum, der eine Waschküche, eine Kegelbahn und einen Paukboden enthält und zusammen mit dem Wingolfshaus und der dazugehörigen Gartenanlage eine Sachgesamtheit bildet.

## Wahlspruch, Couleur und Wappen
Der Gießener Wingolf führt folgenden Wahlspruch, der dem Prinzip des Wingolfsbundes entspricht und erstmals 1848 durch den Hallenser Wingolf Verwendung findet:
Die Couleur des Gießener Wingolf besteht aus dem schwarz-weiß-goldenen Band mit goldener Percussion (Einrahmung), einer schwarzen Studentenmütze, dem Zipfelbund und der goldenen Bundesnadel des Wingolfsbundes. Füchse tragen ein schwarz-goldenes, Schülerfüchse ein gold-schwarzes und Konkneipanten ein weiß-schwarz-weißes Band. Inaktive Burschen und Philister können anstelle einer Studentenmütze ein Tönnchen tragen. Die Kneipjacken und Pekeschen der Verbindung sind schwarz. Die Farben der Verbindung entsprechen jenen des Wingolfsbundes und wurden erstmals 1845 durch den Bonner Wingolf getragen.
Das heutige, seit 1884 bestehende Wappen des Gießener Wingolf ist ein gevierter Schild mit folgendem Inhalt: rechts oben das Jerusalemkreuz, links oben der preußische Adler, rechts unten das bis 1916 geltende alte Gießener Stadtwappen (ein nach rechts aus einem geflügelten kleinen gotischen g schreitenden Löwen unter einer dreispitzigen Krone) und links unten ein Lorbeerkranz um das Gründungsdatum. Im Zentrum des Wappens findet sich das Mittelschild mit der Trikolore des Wingolfsbundes.

Gründungswappen 1852
Couleurkrug 1865
Seit 1884 (Wappenfenster)

## Bekannte Mitglieder

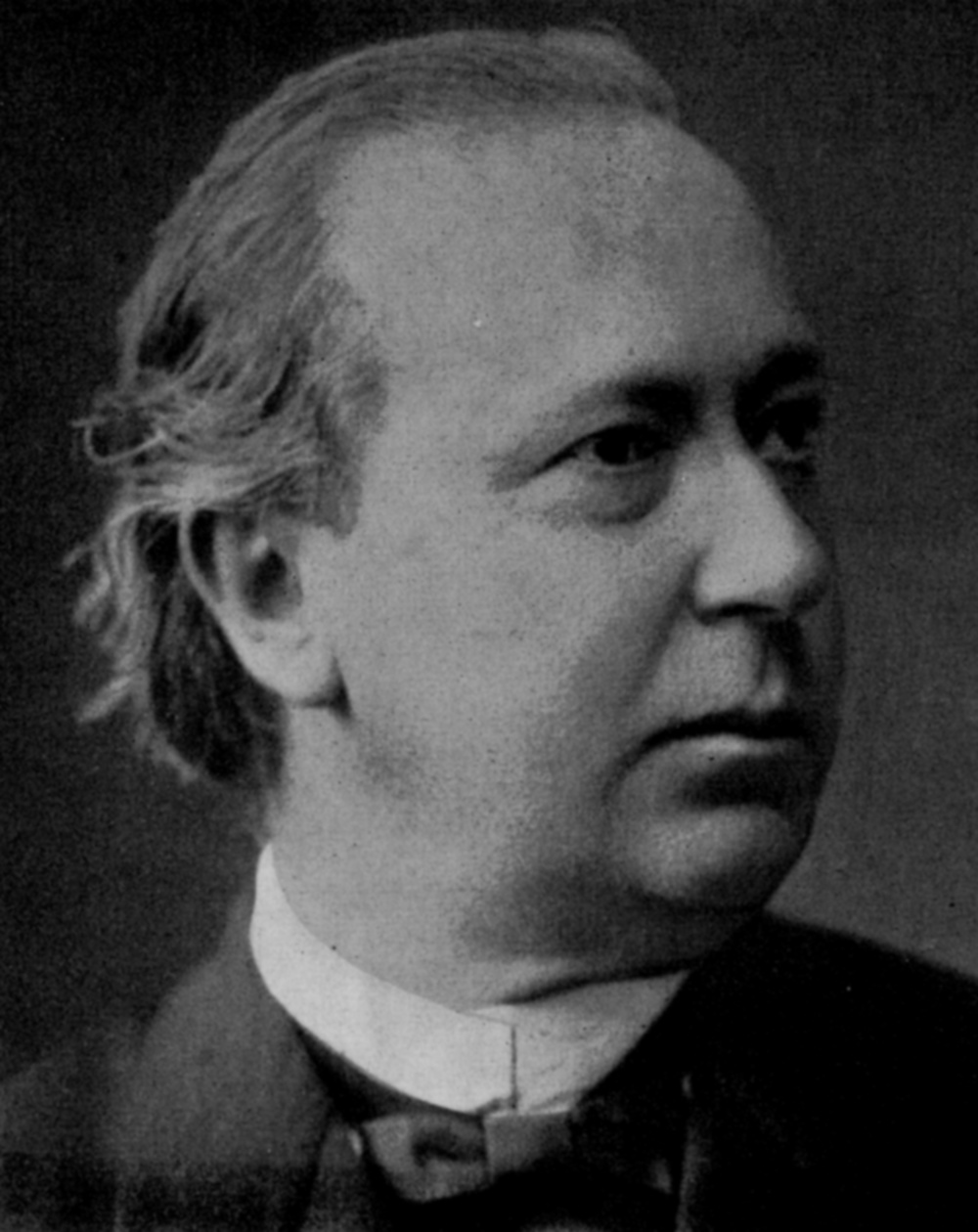
Friedrich Meyer
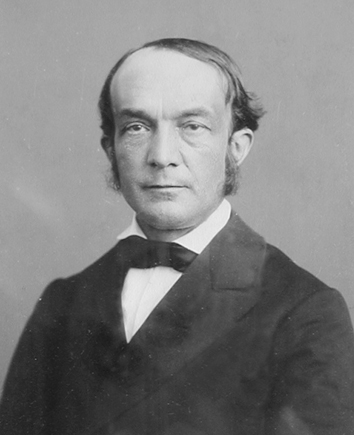
Otto Zöckler
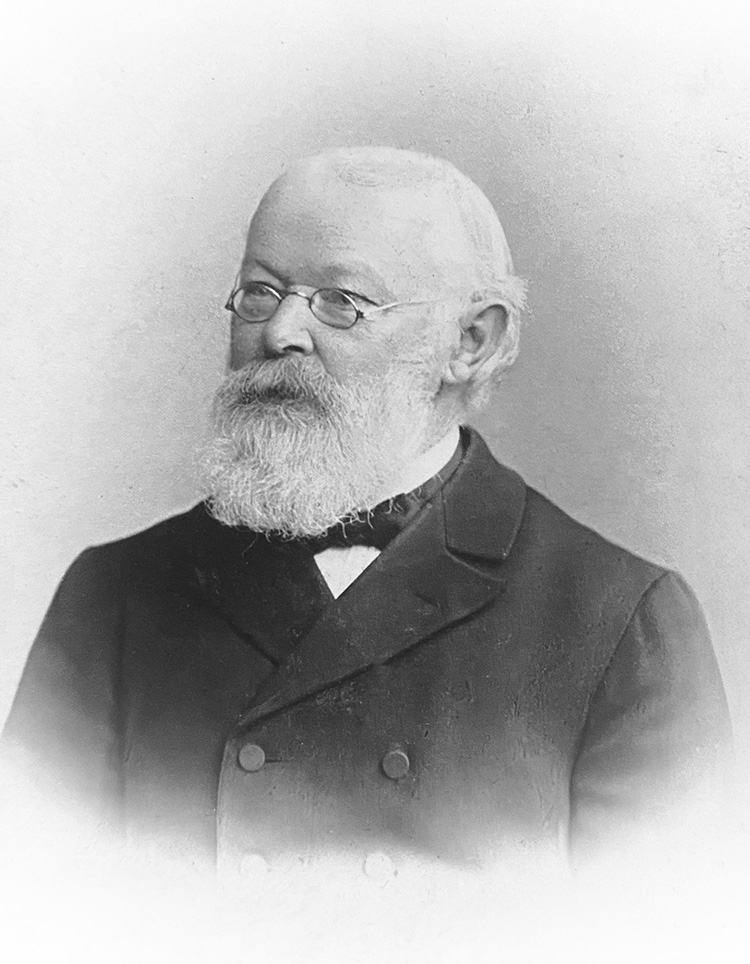
Carl Palmer
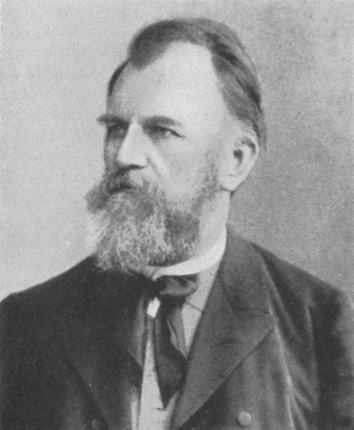
Jacob Volhard
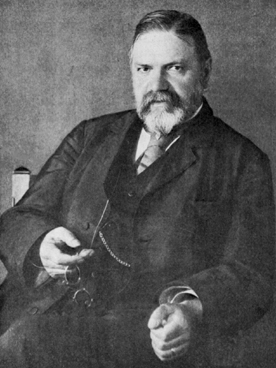
Georg Schlosser
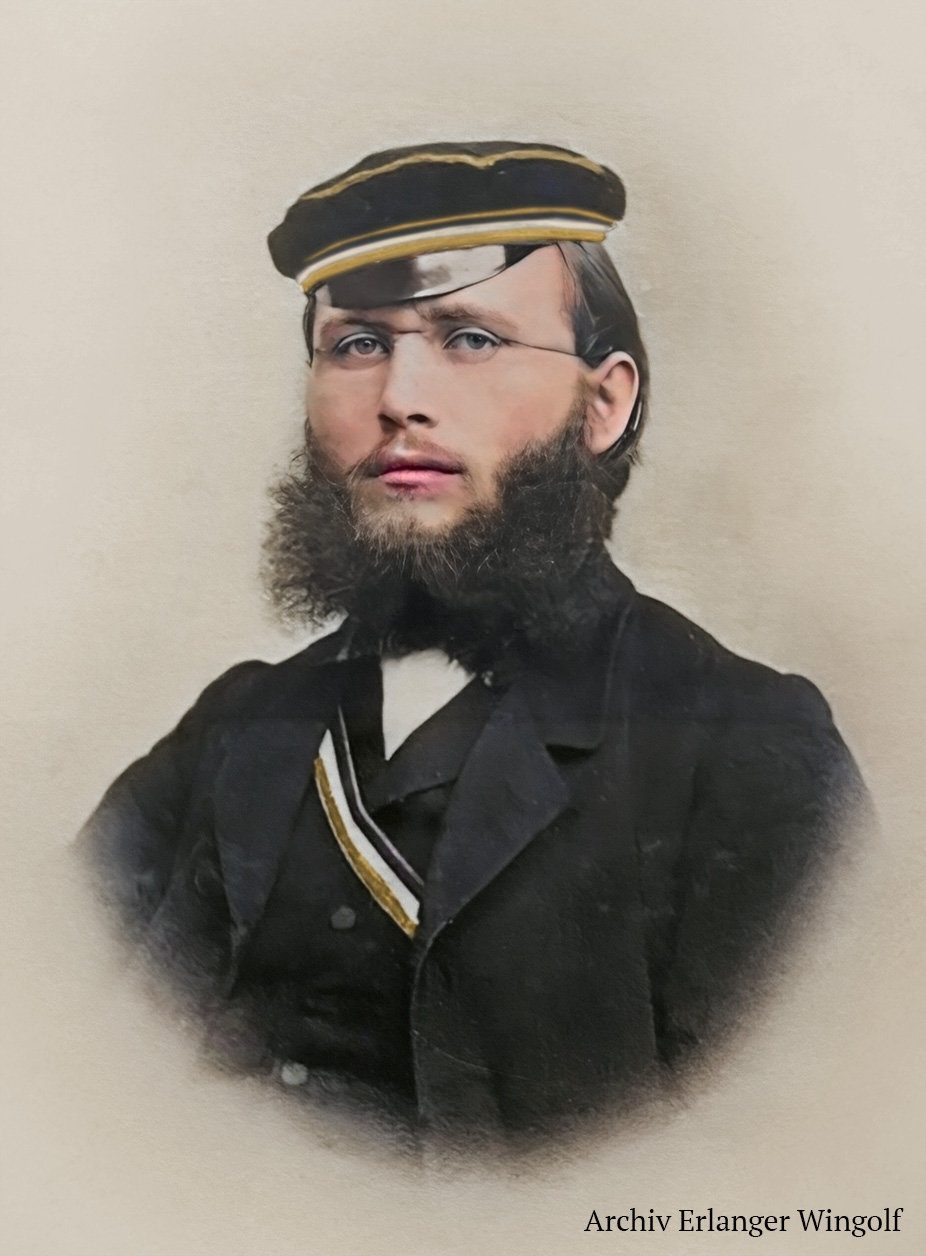
Theodor Schäfer
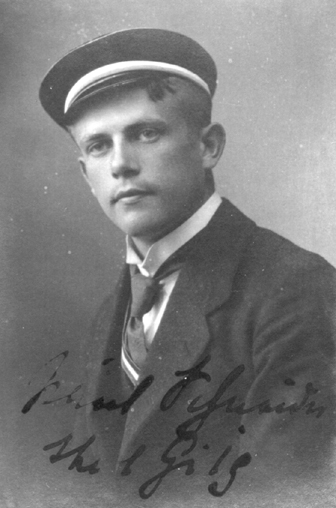
Paul Schneider
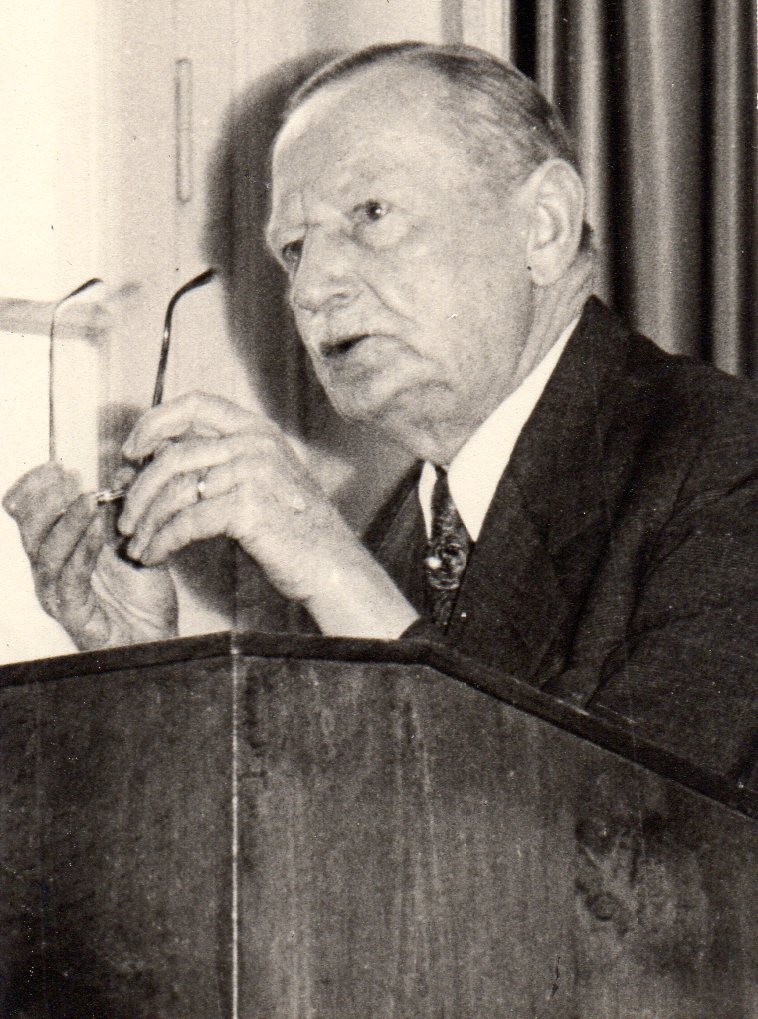
Friedrich Karl Schumann

- Friedrich Meyer (1832–1891), luth. Theologe, Rektor der Diakonissenanstalt Neuendettelsau
- Otto Zöckler (1833–1906), luth. Theologe, Kirchenhistoriker
- Carl Palmer (1833–1917), luth. Theologe, Anstaltsleiter und Propst
- Jacob Volhard (1834–1910), Chemiker, Chemiehistoriker, Schüler und Biograph Justus von Liebigs
- Julius Wilbrand (1839–1906), Chemiker
- Georg Schlosser (1846–1926), ev. Theologe, Pionier der Gefängnisseelsorge und der Inneren Mission
- Theodor Schäfer (1846–1914), luth. Theologe, Pionier der Körperbehindertenfürsorge
- Ferdinand Kattenbusch (1851–1935), ev. Theologe, Begründer der Konfessionskunde
- Gustav Krüger (1862–1940), ev. Theologe, Kirchenhistoriker, Rektor der Universität Gießen
- Hans Waitz (1864–1942), ev. Theologe und Kirchenhistoriker
- Alfred Kaufmann (1868–1946), ev. Pfarrer und Orientalist, Gründer des Kaufmann-Will-Kreises
- August von Gall (1872–1946), ev. Theologe und Orientalist
- Otfried Praetorius (1878–1964), Gymnasialprofessor und Genealoge
- Karl Grein (1881–1957), ev. Theologe
- Eduard Zentgraf (1882–1973), Ordinarius für Forstwissenschaft
- Heinrich Adolph (1885–1951), ev. Theologe, apl. Professor
- Ernst Steiner (1885–1942), ev. Pfarrer in Hausen bei Gießen, 1942 von der Gestapo ermordet
- Friedrich Karl Schumann (1886–1960), luth. Theologe, Dogmatiker und Praktologe
- Ludwig Clemm (1893–1975), hessischer Landeshistoriker und Direktor des Hessischen Staatsarchivs Darmstadt
- Paul Schneider (1897–1939), ev. Pfarrer und Märtyrer, „Prediger von Buchenwald“
- Friedrich Maurer (1898–1984), Germanist, Sprachwissenschaftler, Mitgründer des Instituts für deutsche Sprache in Mannheim
- Heinrich Steitz (1907–1998), ev. Theologe, Kirchenhistoriker
- Werner Strothmann (1907–1996), ev. Theologe, Syrologe
- Otto Völzing (1910–2001), Prähistoriker und Ausgräber des Löwenmenschen
- Karl Zeiß (1912–1994), ev. Pfarrer, Pionier der Sportseelsorge, „Olympiapfarrer“
- Karl Dienst (1930–2014), ev. Theologe und Kirchenhistoriker
- Ulrich Karthaus (1935–2021), Germanist, Literaturwissenschaftler
- Andreas Mehl (* 1945), Ordinarius für Alte Geschichte (Universität Halle/S.)
- Hans-Jürgen Irmer (* 1952), Politiker (CDU), ausgetreten 2000
- Roland Freese (* 1958), forensischer Psychiater
- Oliver Holtemöller (* 1971), Wirtschaftswissenschaftler (Universität Halle/S.)

Quelle: Gesamtverzeichnis des Wingolfs, 1991